# Bekirova-Zwillinge

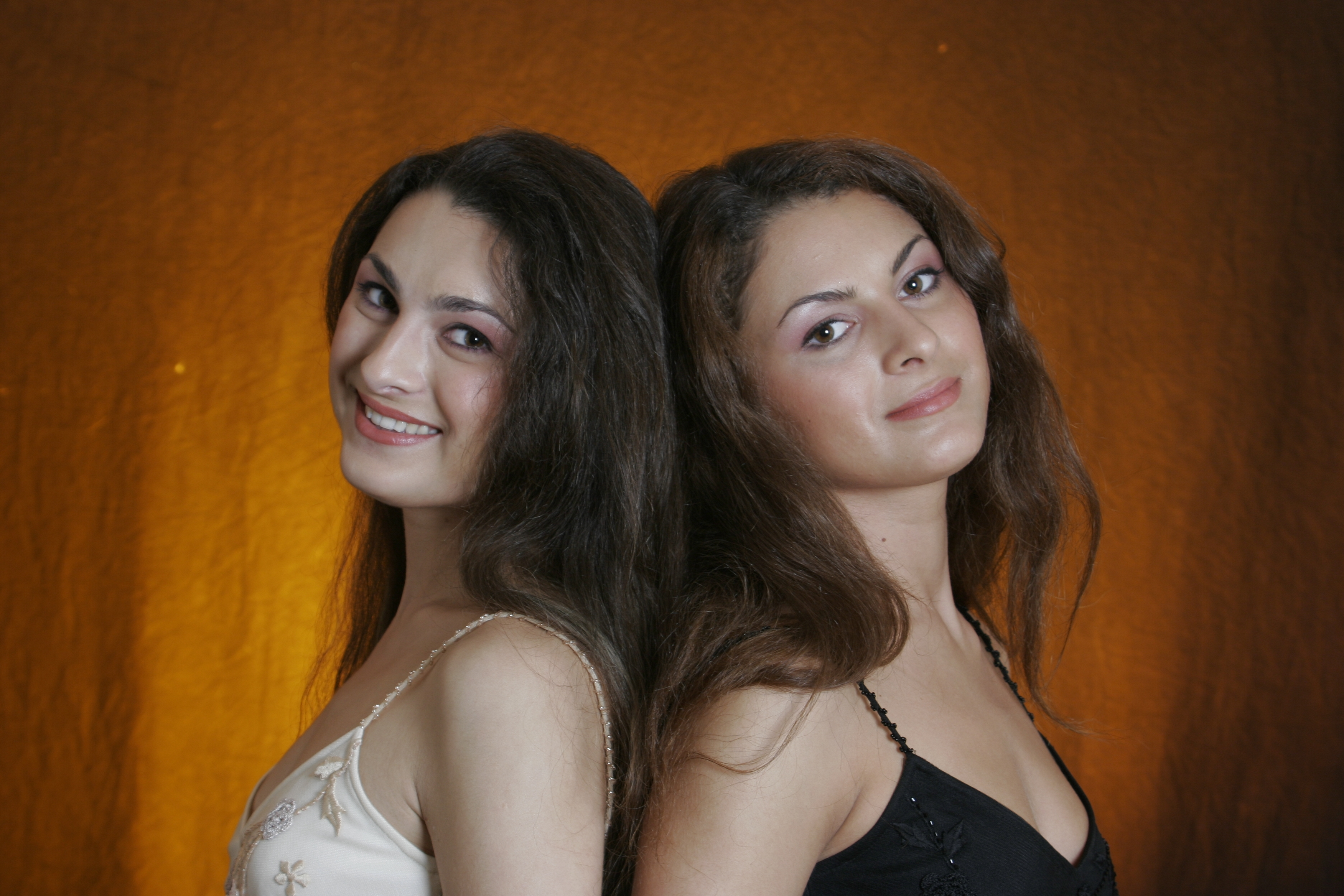
Alie (links) und Lilya Bekirova

Alie und Lilya Bekirova (* 10. November 1982 in Bekobod, Usbekische SSR) sind zwei usbekische Violinistinnen, die auch als Solisten, aber als „Bekirova-Zwillinge“ und „Geigen-Zwillinge“ noch bekannter sind.

## Leben

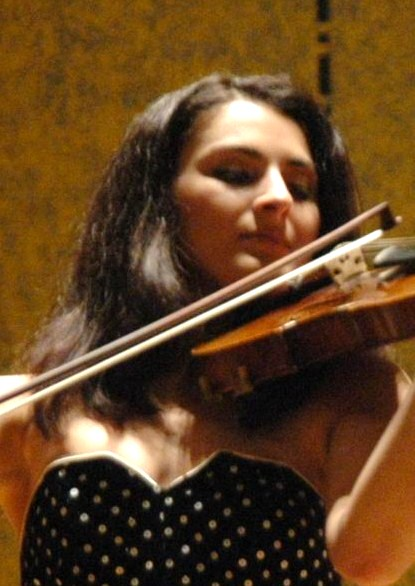
Lilya Bekirova

Mit sieben Jahren bekamen sie ihre erste professionelle Ausbildung. Im Alter von elf Jahren gaben sie ihre ersten Soloauftritte in ihrem Heimatland und spielten u. a. mit dem nationalen Sinfonieorchester Usbekistans. Im Jahr 1995 kamen sie zu Nathan Mendelssohn an die „Uspensky-Schule“ in Taschkent, dem Musikgymnasium für musikalisch hochbegabte Schüler, das an das Staatliche Konservatorium Usbekistans in Taschkent angeschlossen ist. Mit 16 Jahren (1998) gewannen die Zwillinge den Sonderpreis „President's Prize“ bei „Yehudi Menuhin International Competition For Young Violinists“ in Boulogne-sur-Mer (Frankreich).
Die Bekirova-Zwillinge hatten seitdem zahlreiche Auftritte mit großen Orchester oder Kammermusik-Ensembles sowie Solokonzerte in Deutschland, Österreich, Polen, Ukraine, Spanien und in der Schweiz. Seit 2005 konzertieren sie mit der russischen Pianistin Elena Bobrovskich. 2007 erhielt das Trio ein Stipendium der „Friedrich-Jürgen-Sellheim-Gesellschaft zur Förderung junger Künstler“.
Beide Künstlerinnen vervollständigen seit 2000 ihre Ausbildung an der Hochschule für Musik und Theater Hannover.
Sie unterstützen UNICEF, das Kinderhilfswerk der Vereinten Nationen.

## Preise
Alie Bekirova
- 2003 - 1. Preis beim „Yfrah-Neaman-Wettbewerb“ in Mainz
- seit Februar 2007 – Preisträgerin des 15. Wettbewerbs des Deutschen Musikinstrumentenfonds der „Deutschen Stiftung Musikleben“[2]

Lilya Bekirova
- 2005 - 2. Preis beim Internationalen Wettbewerb für Violine und Orchester „Valsesia Musica“ (Italien)
- 2005 - 3. Preis beim „Michelangelo Abbado-Wettbewerb“ in Mailand (Italien)